# Maryszki
Maryszki (deutsch Marienwalde) ist ein Ort in der polnischen Woiwodschaft Ermland-Masuren. Er gehört zur Landgemeinde Budry (Buddern) im Powiat Węgorzewski (Kreis Angerburg).

## Geographische Lage
Maryszki liegt im Nordosten der Woiwodschaft Ermland-Masuren direkt im Grenzgebiet Polens zur russischen Oblast Kaliningrad (Gebiet Königsberg (Preußen)). Die einstige und heute auf russischem Staatsgebiet gelegene Kreisstadt Darkehmen (1938 bis 1946 Angerapp, heute  russisch Osjorsk) liegt 20 Kilometer in nordöstlicher Richtung. Die heutige Kreismetropole Węgorzewo (Angerburg) ist in 12 Kilometern in südlicher Richtung zu erreichen.

## Geschichte
Bei dem bis 1945 Marienwalde genannten Ort handelte es sich seinerzeit um ein weit verstreut liegendes Dorf. Am 6. Mai 1874 wurde der bis 1945 zum Kreis Darkehmen (ab 1939: Kreis Angerapp) im Regierungsbezirk Gumbinnen der preußischen Provinz Ostpreußen gehörende Gutsbezirk Marienwalde in den neu errichteten Amtsbezirk Lingwarowen (polnisch Łęgwarowo) eingegliedert. Doch schon vor 1908 wurde das Dorf in den Amtsbezirk Launingken (polnisch Ołownik) umgegliedert.
65 Einwohner zählte Marienwalde im Jahr 1910. Im Jahr 1925 belief sich ihre Zahl auf 60.
Am 30. September 1928 schloss sich der Gutsbezirk Marienwalde mit den Nachbarorten Klein Illmen und einem Teilstück (u. a. das Vorwerk Neusorge) von Launingken zur neuen Landgemeinde Marienwalde zusammen. Die Gesamteinwohnerzahl belief sich im Jahre 1933 auf 329 und betrug 1939 noch 316. Am 3. Juni 1935 wurde Marienwalde – jetzt als Landgemeinde – aus dem Amtsbezirk Launingken in den Amtsbezirk Lingwarowen (er hieß von 1939 bis 1945 „Amtsbezirk Berglingen“) zurückgegliedert.
In Kriegsfolge kam Marienwalde 1945 mit dem gesamten südlichen Ostpreußen zu Polen und erhielt die polnische Ortsbezeichnung „Maryszki“. Heute ist das Dorf eine kleine Ortschaft innerhalb der Landgemeinde Budry (Buddern) im Powiat Węgorzewski (Kreis Angerburg), vor 1998 der Woiwodschaft Suwałki, seither der Woiwodschaft Ermland-Masuren zugehörig.

## Religionen
Marienwalde war trotz Zugehörigkeit zum Kreis Darkehmen bis 1945 in die evangelische Kirche Olschöwen (1938 bis 1945 Kanitz, polnisch Olszewo Węgorzewskie) im Kirchenkreis Angerburg in der Kirchenprovinz Ostpreußen der Kirche der Altpreußischen Union und auch in die katholische Kirche Zum Guten Hirten Angerburg im Bistum Ermland eingepfarrt.
Heute ist Maryszki Teil der nunmehr katholischen Pfarrei Olszewo Węgorszewskie (Olschöwen, 1938 bis 1945 Kanitz) im Bistum Ełk (Lyck) der Römisch-katholischen Kirche in Polen. Die evangelischen Kirchenglieder gehören zur Kirchengemeinde in Węgorzewo (Angerburg), einer Filialgemeinde der Pfarrei Giżycko (Lötzen) in der Diözese Masuren der Evangelisch-Augsburgischen Kirche in Polen.

## Söhne und Töchter des Ortes
- Walter von Sanden-Guja,  (* 18. Juni 1888 in Marienwalde; † 1972), deutscher Schriftsteller, Naturforscher und Fotograf

## Verkehr
Maryszki befindet sich abseits vom Verkehrsgeschehen im polnisch-russischen Grenzgebiet. Eine Nebenstraße führt von Ołownik (Launingken, 1938 bis 1945 Sanden) über Pochwałki (Friedrichsfelde, 1938 bis 1945 Sandenfelde) und Mniszki (Nonnenberg) direkt in den Ort. 
Eine Bahnanbindung besteht in Kriegsfolge nicht mehr, seit die Bahnstrecke Angerburg–Gumbinnen mit der nächsten Bahnstation in Ołownik außer Betrieb gesetzt wurde.